# Bernardo Rincón
Bernardo Rincón Martínez es un docente, diseñador gráfico e historietista colombiano, nacido el 10 de julio de 1959 en Bogotá.
Bernardo estudió  Diseño Gráfico en 1986 en la Universidad Nacional de Colombia y Publicidad 1981 en la Universidad Jorge Tadeo Lozano, en el 2002 estudió la Especialización  en pedagogía de la Comunicación y Medios Interactivos en la Universidad Distrital Francisco José de Caldas y en el 2003 estudio la Especialización en Diseño de Multimedia de la Universidad Nacional de Colombia y el 2014 se gradúa de la Maestría en Estudios Culturales en la Universidad Nacional de Colombia. Luego de desempeñarse como jefe de artes en varias agencias de publicidad, se dedica a la docencia tanto en la Universidad Nacional de Colombia, en el área de la ilustración y la multimedia como en varias universidades de Bogotá como la Universidad Jorge Tadeo Lozano, Universidad Incca de Colombia y otras. 
En 1992 fundó la revista Acme Comics, en la cual varios dibujantes nacionales e internacionales publicaron sus historietas. Esta publicación, trimestral, además de ganarse dos veces la beca de colcultura, llegó hasta el número 13.
En 2000, funda el Museo Virtual de la Historieta Colombiana, página web dedicada a la historieta de su país. En el (2009) organiza y coordina: Salón de Historieta Universitaria con el apoyo de la Facultad de Artes de la Universidad Nacional de Colombia  y Asociación Colombiana Red Académica de Diseño -RAD-, que inaugurado en octubre de 2009, ha visitado diferentes escuelas de Diseño de toda Colombia. 
Sus trabajos como historietista ha sido publicados en periódicos como: El Tiempo, El Espectador y la Prensa donde público sus tiras cómicas: “Dina” y “Charly G”, entre otros y en revistas como: Semana, Credencial, Alo y Shock, entre otros. Además a publicado sus dibujos en revistas de Argentina, Cuba, Chile, España, Estados Unidos, Italia y México.
Ha expuesto y dictado conferencias sobre cómic en Lucca y Roma (Italia), París (Francia), Madrid y Barcelona (España), La Habana (Cuba), México (México), Caracas (Venezuela), Buenos Aires (Argentina), Cuenca (Ecuador), Santiago y Valparaíso (Chile) y en varias ciudades de Colombia.
Fue director del Centro de Medios de Expresión e Informática, adscrito a la Facultad de Artes de la Universidad Nacional de Colombia , cargo que combinó con la dirección de la Cinemateca de la misma Universidad, en la actualidad adelanta un trabajo de investigación sobre: “Mojicón” primera historieta publicada en Colombia.